# Arthur et George
Arthur et George (titre original : Arthur & George) est un roman de Julian Barnes paru en 2005.
Le roman, traduit en français par Jean-Pierre Aoustin, est publié aux éditions Mercure de France en 2007[réf. souhaitée].

## Résumé
(mai 2025).
Arthur Conan Doyle naît à Édimbourg en 1859. George Edalji naît d'un pasteur (indien) à Wyrley (GB) en 1876. Arthur fait ses études en Angleterre. Il devient médecin à Southsea (GB). Il crée Sherlock Holmes en 1887. George ouvre un cabinet d'avoué, mais en 1903, il est arrêté pour des éventrations d'animaux dans son village et fait trois ans de travaux forcés. Gracié, il demande à Arthur d'enquêter sur l'affaire qui lui a valu une incarcération injustifiée. Conan Doyle se lance dans l'aventure et parvient à démasquer le coupable, mais, en dépit des preuves, le gouvernement britannique, fidèle en cela à ses propensions au racisme, refuse de blanchir totalement George Edalji.

## Adaptation à la télévision
- 2015 : Arthur & George (en), mini-série britannique en trois épisodes réalisée par Stuart Orme, avec Martin Clunes dans le rôle d'Arthur Conan Doyle et Arsher Ali dans le rôle de George Edalji.